# Stagno di Gilgolu
Lo stagno di Gilgolu è una zona umida situata in prossimità della costa nord-orientale della Sardegna.
Appartiene amministrativamente al comune di San Teodoro.